# Даянанда Сарасвати
Сва́ми Даяна́нда Сара́свати (12 февраля 1824, Танкара, Гуджарат — 31 октября 1883, Аджмер, Раджастхан) — индийский учёный-теолог, реформатор индуизма.

## Биография
Первоначально носил имя Мул Шанкар. Родился в семье брахмана, по национальности — гуджаратец. В молодости был аскетом и путешествовал по стране в поисках своего гуру. В 1875 году в Бомбее основывает общество Арья-самадж, индуистское социально-религиозное реформистское движение. В начале своей деятельности свами Даянанда добился немногого, при попытках распространить своё религиозное учение в других регионах Индии терпел неудачи. Перелом наступил в 1877—1878 годах во время миссионерской поездки по Пенджабу.
В течение нескольких месяцев в Арья Самадж вступили десятки тысяч новых членов, филиалы движения были открыты во всех крупных городах Северо-Западной Индии.
Созданная свами Даянанда Сарасвати организация сыграла значительную роль в социально-политическом развитии Индии, особенно после смерти своего основателя. С 1878 по 1882 год Арья самадж проводила весьма тесную совместную работу с Теософским обществом. Затем между ними произошёл разрыв, так как теософы отвергали претензии Д. Сарасвати на то, что Веды являются единственным источником истины. Д. Сарасвати в своих сочинениях позволял себе существенную критику догм ислама и христианства.

## Учение
Свами Даянанда Сарасвати пытался воссоздать то чистое учение, которое, по его мнению, вытекало из Вед. Он критически относился к современному ему индуизму, который считал деградирующим. Д. Сарасвати отвергал поклонение священным изображениям, культ предков, паломничество и принесение жертв во храмах на том основании, что это не предписано ведийскими писаниями. Он осуждал также власть брахманов, кастовый строй, отверженное положение неприкасаемых и детские браки. Целью, которую он ставил перед собой, было создание всеобщего братства (общества) индусов на основе ведийского учения. Это привело Д. Сарасвати и созданное им общество Арья самадж к затяжному конфликту с ортодоксальным индуизмом, а также с реформаторами-мусульманами (ахмадитами) и сикхами.
Основой теологии Д. Сарасвати были постулаты «Риг-веды», а также «Сама-веды» и «Яджур-веды». Свами выступал за поклонение одному абстрактному Божеству и, таким образом, развил монотеистическое значение Вед. Особую роль в его модели индуизма играли также учения о карме и сансаре.

### Отношение к кастовой системе
Свами Даянанда Сарасвати утверждал, что кастовая система, базирующаяся на принципе рождения, а не на достоинствах человека, так же как и концепция неприкасаемости, не имели санкции в ведах и поэтому были чужды индуизму. Идеалом социального устройства общества, по мнению Дайянанды, является древнеиндийская система чатурварнья, в которой успех общества зависел от добросовестного исполнения своего предназначения каждого из его членов. В ведах, утверждал Дайянанда, нет оправдания концепции превосходства или неполноценности какой-либо из варн. По его мнению, все варны были равны.

## Примечание
1. ↑  Bibliothèque nationale de France Autorités BnF (фр.): платформа открытых данных — 2011.
2. ↑  Dayananda Sarasvati // Brockhaus Enzyklopädie (нем.)
3. ↑  Мезенцева О. В. Мир ведийских истин. Жизнь и учение Свами Дайянанды. М.: ИФ РАН, 1994